# Gotham (TV-serie)
Gotham är en amerikansk TV-serie skriven och producerad av Bruno Heller, baserad på seriefigurer av DC Comics som förekommer i Batman. Den följer James Gordons tidiga karriär som polis. Det första avsnittet visades den 22 september 2014 på Fox. Tre dagar senare, hade serien premiär på C More. Netflix kommer att streama serien efter säsongens slut.

## Rollista (i urval)

### Huvudroller
- Ben McKenzie – James Gordon[4]
- Donal Logue – Harvey Bullock[5]
- David Mazouz – Bruce Wayne[6]
- Zabryna Guevara – Sarah Essen[7]
- Sean Pertwee – Alfred Pennyworth[7]
- Robin Lord Taylor – Oswald "Penguin" Cobblepot[7]
- Erin Richards – Barbara Kean[7]
- Camren Bicondova – Selina "Cat" Kyle[8]
- Cory Michael Smith – Edward Nygma[9]
- Jada Pinkett Smith – Fish Mooney[10]
- Victoria Cartagena – Renee Montoya
- Andrew Stewart-Jones – Crispus Allen
- John Doman – Carmine Falcone
- Gavin Keathley

### Återkommande roller
- Richard Kind – Aubrey James
- Drew Powell – Butch Gilzean
- Carol Kane – Gertrud Kapelput
- David Zayas – Salvatore Maroni
- Makenzie Leigh – Liza
- Danny Mastrogiorgio – Frankie Carbone
- Jeremy Davidson – Nikolai
- Anthony Carrigan – Victor Zsasz
- Clare Foley – Ivy Pepper
- Kyle Massey – Macky
- Nicholas D'Agosto – Harvey Dent[11]
- Morena Baccarin – Dr. Leslie Thompkins

## Produktion
Den 24 september 2013 meddelade Fox att de skulle producera Gotham. Man anlitade Bruno Heller som exekutiv producent och show runner; han fick även i uppdrag att skriva manus. Den första säsongen kommer innehålla 22 avsnitt.
I februari 2014 fick Ben McKenzie huvudrollen som James Gordon, medan Donal Logue ska spela som Gordons kollega Harvey Bullock. Månaden därpå, blev det klart att David Mazouz hade fått rollen som Bruce Wayne.

## Trivia
Paul Reubens spelar Oswald Cobblepots far i serien, exakt samma roll han spelade i Batman - Återkomsten.